# Ливен, Анатолий Павлович
Светлейший князь Анатолий Павлович Ливен (16 (28) ноября 1872, Санкт-Петербург — 3 апреля 1937, Кемери) — российский офицер, участник белого движения. Полковник (1919). Один из лидеров Братства русской правды. Участник Борьбы за независимость Латвии.

## Биография

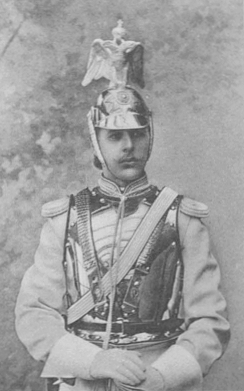
Кавалергард А. П. Ливен в 1898 г

Лютеранского вероисповедания. Происходил из дворян Санкт-Петербургской губернии из семьи балтийских немцев рода Ливенов. Сын обер-церемониймейстера князя Павла Ивановича Ливена (1821—1881) и жены его Наталии Фёдоровны фон-дер-Пален (1842—1920).
Окончил Санкт-Петербургскую 3-ю гимназию (1891) и юридический факультет Санкт-Петербургского университета (1895). По окончании университета, 4 сентября 1895 года поступил юнкером в Кавалергардский полк. Выдержав офицерский экзамен при Николаевском кавалерийском училище, 7 сентября 1896 года был произведён корнетом.
В 1898 году вышел в запас гвардейской кавалерии и поселился в своём имении Мезотен. В 1900—1901 годах был непременным членом Курляндского губернского по крестьянским делам присутствия. В 1901 году был пожалован камер-юнкером.
В 1909 году был избран председателем Комитета Совета Русского евангельского союза.
В 1912—1914 годах — бауский уездный предводитель дворянства.
С началом Первой мировой войны вернулся в Кавалергардский полк. Был удостоен ордена Святого Георгия 4-й степени
За то, что в бою 31-го августа 1915 года, будучи выслан со своим взводом для содействия эскадрону при атаке д. Якяны с юга, скрытно развернул свой взвод, лихо и неожиданно атаковал превосходного в силах не менее полуэскадрона противника, выбил его из деревни Якяны, причём сам зарубил офицера и несколько нижних чинов; большая часть противника здесь была изрублена, немцы бросились бежать. Увлекая своей храбростью нижних чинов взвода, он на плечах отходящего противника ворвался в д. Абхарты, где изрубил обоз, захватил походную кухню и вьюки с документами и картами. Своей лихой атакой корнет князь Ливен способствовал успеху общего наступления.
19 сентября 1915 — поручик. 19 сентября 1916 произведён в штабс-ротмистры. К 1917 — ротмистр.
18 февраля 1918 года арестован вместе с семьёй. А. П. Ливен писал в своих воспоминаниях: «… за сутки до начала германского наступления на Псков и Нарву … большевики арестовали меня с женой и несовершеннолетней дочерью». В числе 161 заложника был отправлен в Екатеринбург и заключён в тюрьму. В марте 1918 года согласно заключённому Брест-Литовскому мирному договору заложники из Прибалтики были переданы германцам в Орше. После освобождения из плена вернулся в Прибалтику и принял участие в войне за независимость Латвии в составе Прибалтийского ландесвера.
В январе 1919 сформировал и возглавил в Либаве «Либавский добровольческий стрелковый отряд», вместе с частями балтийского ландесвера фон дер Гольца в конце мая 1919 выбивший большевиков из занятой ими ранее Риги. После занятия Риги, 24 мая 1919, отряд полковника Ливена, преследуя отступающих большевиков, попал в засаду, в которой Ливен был тяжело ранен в бедро и живот.
Хотя большая часть ландесвера после отказа латышей признать прогерманский режим А. Ниедры воевала против независимой Латвийской республики, в мае 1919 г. части ландесвера, подчинённые А. Ливену, признали независимость Латвии и перешли на сторону латышских вооружённых сил. Ливен считал принципиальной, ради общей борьбы против большевиков, поддержку независимости балтийских государств и отказ от принципа «единой неделимой России». Эту же позицию поддерживал капитан Дыдоров, замещавший Ливена во время его лечения от ранения. В дальнейшем сторонники Ливена пользовались уважением в независимых Латвии и Эстонии, где существовало их объединение.
После лечения Ливен прибыл на соединение с Северо-Западной армией. С лета по декабрь 1919 начальник 5-й пехотной дивизии, в которую был переформирован отряд Ливена.
После окончания войны жил в Латвийской Республике, стал кирпичным фабрикантом. В 1921 году участвовал в Рейхенгалльском монархическом съезде, возглавлял латвийское отделение Братства русской правды. В 1931 возглавлял общество взаимопомощи военнослужащих в Латвии. В 1934 году занял пост Брата № 1 при Братстве русской правды. Организация раскололась, и часть её признала Ливена своим лидером.
Участвовал в издании сборников «Белое дело: летопись Белой борьбы», издававшихся ген. А. А. фон Лампе (в 1926—1933 годах было выпущено 7 книг). Опубликовал также сборник воспоминаний «Памятка ливенца, 1919 г. — 1929 г.», посвящённый истории своего отряда. Издавал журнал «Служба связи ливенцев [и северозападников]» (№ 1 (ноябрь 1929) — № 8 (июль 1936)).
Похоронен на церковном кладбище в Межотне.

## Семья
Был женат дважды.
Первая жена (с 28 июня 1897 года) — светлейшая княжна Серафима Николаевна Салтыкова (26.02.1875—10.05.1898), дочь обер-церемониймейстера Н. И. Салтыкова; родилась в Петербурге, крещена 6 апреля 1875 года в церкви Св. Великомученика Пантелеймона при восприемстве князя В. В. Голицына и бабушки княгини М. А. Долгоруковой; фрейлина двора (1894), скончалась от родильной горячки, похоронена в имении Межотне Курляндской губернии. Их дочь:
- Серафима (21.04.1898—22.12.1967)

Вторая жена (с 3 сентября 1902 года) — баронесса Елизавета-Жаннета-Мария фон-Фиркс (17.02.1873—04.03.1941). Их дети:
- Дина Антуанетта (1903—1982), с 1923 года замужем за бароном Кириллом Павловичем Ганом (1897—1967)[9];
- Павел Герман (1905—1965);
- Карл Иоганн (1911—1996).

## Награды
- Орден Святого Станислава 3-й степени с мечами и бантом;
- Орден Святой Анны 4-й степени с надписью «за храбрость» (ВП 4.07.1916);
- Орден Святого Георгия 4-й степени (ВП 25.03.1916)
- Военный крест (Великобритания) (22.11.1915)

## Комментарии
1. ↑  по другим данным — с 1920 года в эмиграции во Франции, но уже с 1921 года проживал в своём имении Мезотен. В 1924—1930 годах — полномочный представитель Братства Русской Правды в Прибалтике. В 1927—1929 годах — личный резидент начальника Русского общевоинского союза[1].